# Vilhena Esporte Club
Vilhena Esporte Clube ou simplesmente VEC, fundado no dia 3 de junho de 1991 sediado na cidade de Vilhena, é hoje um dos mais expressivos clubes de futebol profissional de campo do estado de Rondônia. O VEC é o segundo maior campeão do Campeonato Rondoniense com 5 títulos.

## História
Fundado em 3 de junho de 1991, o torcedor do VEC teve que esperar 14 anos para ver o time levantar a primeira taça. Em 2005, vencendo o maior vencedor de campeonatos profissionais do estado, o Ji-Paraná. Depois de perder no "Biancão" por 2 a 1, o Vilhena decidiu no Portal da Amazônia com apoio da torcida. O Lobo do Cerrado venceu o Ji-Parná pelo placar de 4 a 2 e levou a taça, a comemoração promoveu uma carreata pelas principais ruas da cidade de Vilhena.
Pela Copa do Brasil de 2006, o clube foi eliminado em casa pelo Fortaleza pelo placar de 1 a 3. O gol do Vilhena foi marcado pelo atacante Miro Bahia. Na ocasião, O VEC levou 5.284 pagantes ao estádio municipal Portal da Amazônia, gerando uma renda de R$ 105.000,00. Recorde de público e renda em toda história do Vilhena Esporte Clube e do estádio Portal da Amazônia.
Depois de chegar a dois vice-campeonatos e um terceiro lugar o time do sul de Rondônia voltou a vencer o campeonato em 2009. O título veio depois de um campeonato cheio de altos e baixos.
Em sua segunda participação, em 2009, o Vilhena recebeu a Ponte Preta e perdeu em casa por 1 a 2. Souza marcou para o Vilhena. No jogo de volta, em Campinas, o VEC foi goleado por 6 a 1. O gol do Vilhena foi marcado pelo jogador pontepretano Edílson, que cabeceou contra as próprias redes. O time do VEC que atuou bem em casa, no entanto, foi acometido por uma virose que afetou 10 jogadores em Campinas (SP), na partida de volta no Estádio Majestoso o que implicou no baixo rendimento do time. A resposta foi dada no Estadual sagrando-se campeão em cima do Genus de Porto Velho.
Em 2010 o time era praticamente o mesmo do ano anterior, reforçado com algumas peças que fizeram a diferença ao longo da temporada. Desta vez a final era contra o Ariquemes, time do Vale do Jamari, que o VEC já havia vencido na primeira fase da competição. Animada pela primeira final do Ariquemes a torcida local foi em massa ao estádio Gentil Valério, mas as lembranças não foram boas para o time da casa. O VEC venceu por 2 a 1 e na volta segurou um empate de 3 a 3, sendo o campeão.
Na terceira participação, em 2010, o clube enfrentou o Atlético Paranaense, e empatou em casa por 2 a 2. No jogo de volta, em Curitiba, realizado na Arena da Baixada, a equipe foi goleada por 4 a 0, dando adeus a competição. Na Série D foi eliminado na primeira fase.
O Vilhena fez a sua quarta participação na Copa do Brasil em 2011. Jogou Contra o Avaí Futebol Club e perdeu de 3 a 0. A derrota eliminou mais uma vez, o Vilhena da Competição. O jogo levou  1.750 pagantes e uma renda de R$ 28 mil, muito pequena, comparando com os anos anteriores.
Em 2012 o VEC o disputou o Campeonato Rondoniense , terminando a primeira fase em primeiro lugar, com apenas uma derrota, mas perdeu na semifinal para o Ji-Paraná que se consagrou campeão ganhando do Espigão na final. Pela Série D, o VEC fez a sua melhor campanha onde foi eliminado pelo Sampaio Corrêa nas oitavas de finais.
Pelo Campeonato Rondoniense de 2013 o clube se classificou para as semis-finais onde passou pelo Genus e na final venceu o Pimentense em um agregado de 6 a 3.
Em 2014 na Copa do Brasil, o VEC teve pela frente o Palmeiras. Na primeira partida o VEC segurou bravamente a equipe paulista e contando com o gramado castigado por conta da chuva garantiu a partida de volta ao perder por 1 a 0.. No jogo da volta em 2 de abril, no Estádio do Pacaembu, o Vilhena não resistiu a superioridade do clube paulista, que mesmo jogando com um time praticamente reserva por conta de tantos desfalques, venceu a partida por 2 a 0 com dois gols do meio campista Bruno César. Na Copa Verde, eliminou o Mixto, porém, foi eliminado pelo Brasiliense nas quartas de finais.
Em 2016, o clube ficou de fora da disputa do campeonato estadual, o presidente José Carlos Dalanhol enviou um ofício à federação explicando que não havia condições de o time entrar na disputa.
Em 2018, o clube abandonou o Campeonato Rondoniense, a atitude foi tomada por falta de condições financeiras. O clube foi punido com o rebaixamento e a suspensão de atividades por 2 anos.
Em 2023 após 5 anos sem atividades, anunciou sua volta ao futebol para a disputa da Segunda Divisão Rondoniense, porém o time disse que para isso precisa correr contra o tempo e reunir apoiadores e também montar uma nova diretoria. Foi campeão da Série B com um aproveitamente de 100%.

## Títulos
| ESTADUAIS | ESTADUAIS                                | ESTADUAIS | ESTADUAIS                     |
|           | Competição                               | Títulos   | Temporadas                    |
| --------- | ---------------------------------------- | --------- | ----------------------------- |
|           | Campeonato Rondoniense                   | 5         | 2005, 2009, 2010, 2013 e 2014 |
|           | Campeonato Rondoniense - Segunda Divisão | 1         | 2023                          |

### Campanhas de destaque
- Vice-campeonato Rondoniense: 3 (2006, 2008 e 2015)

## Estatísticas

### Participações
|  | Participações em 2025 |

| Competição | Competição             | Temporadas | Melhor campanha         | Estreia | Última | P | R |
| Rondônia   | Campeonato Rondoniense | 23         | Campeão (5 vezes)       | 1992    | 2025   |   | 1 |
| Rondônia   | Série B                | 1          | Campeão (2023)          | 2023    | 2023   | 1 |   |
|            | Copa Verde             | 2          | Quartas-de-final (2014) | 2014    | 2015   |   |   |
| Brasil     | Série D                | 3          | 12º colocado (2012)     | 2010    | 2015   | – |   |
| Brasil     | Copa do Brasil         | 6          | 1ª fase (6 vezes)       | 2006    | 2015   |   |   |